# Jacobus Catharinus Cornelis den Beer Poortugael (1832-1913)

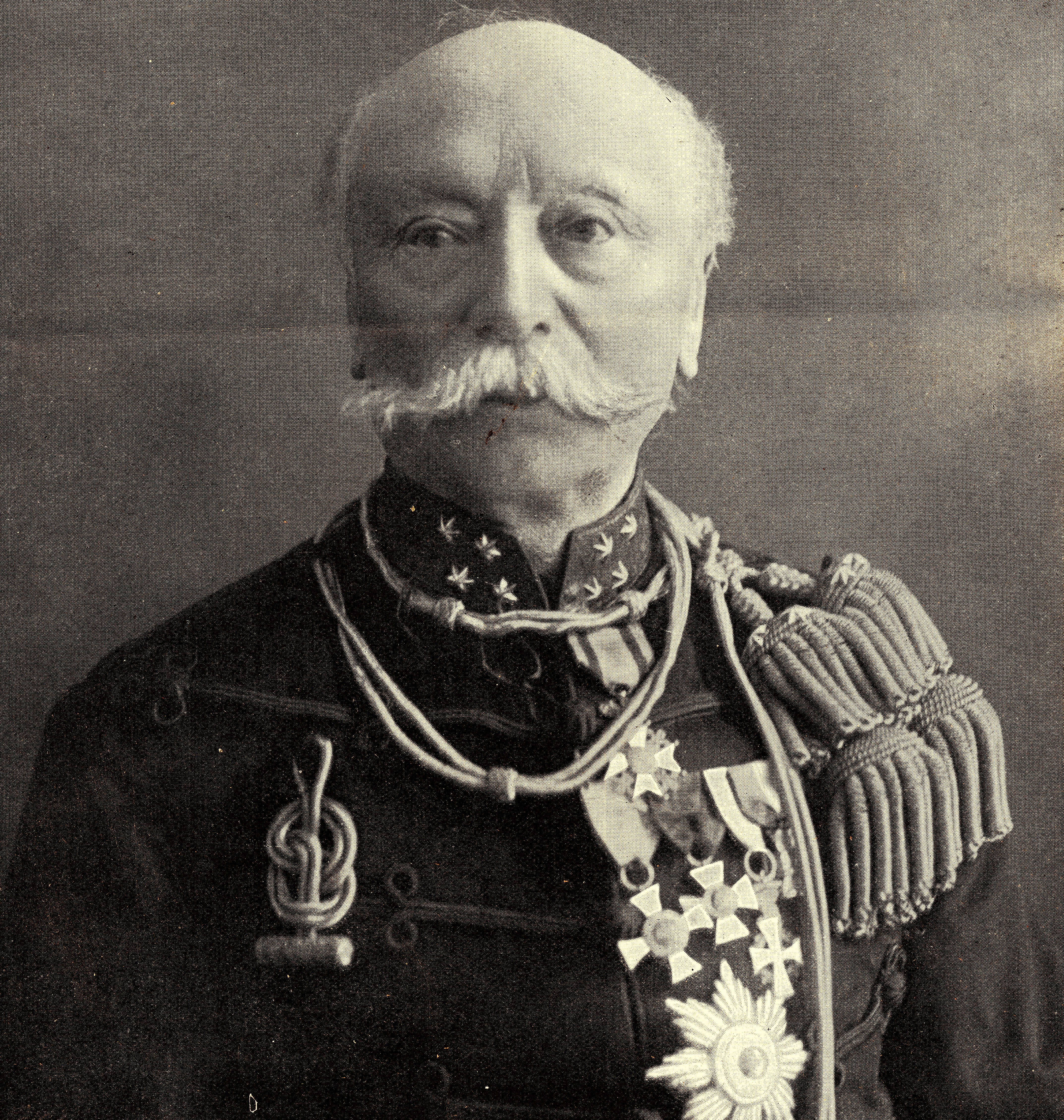
Jacobus Catharinus Cornelis den Beer Poortugael

Jacobus Catharinus Cornelis den Beer Poortugael (Leiden 1 februari 1832 - 's-Gravenhage 30 januari 1913) was lid van de familie Den Beer Poortugael en zoon van Diederik Jacobus den Beer Poortugael (1800-1879) en kleinzoon van Jacobus Catharinus Cornelis den Beer Poortugael, was een Nederlands staatsman en militair die publiceerde over de Nederlandse defensie.
Hij werd in 1848 cadet aan de Koninklijke Militaire Academie en in 1852 tweede luitenant der infanterie. In 1868 werd hij als kapitein overgeplaatst naar de Generale Staf. Vanaf 1874 was hij majoor-directeur van de stafschool, die mede op zijn initiatief was opgericht. Met de publicatie van Het Oorlogsrecht in 1872 werd hij een van de belangrijkste experts op het gebied van oorlogsrecht. Hij werd in 1877 hoofdintendant (hoofd van de militaire administratie) op het Departement van Oorlog en in 1879 na het overlijden van J.K.H. de Roo van Alderwerelt in het door zijn vriend Joannes Kappeyne van de Coppello geleide kabinet minister van Oorlog. Na de val van dit kabinet keerde hij als kolonel terug bij de Generale Staf. In 1883 werd hij gouverneur van de Koninklijke Militaire Academie, in 1885 generaal-majoor-inspecteur van het Militair Onderwijs en in 1887 commandant der 3e divisie Infanterie te Breda. Van 30 juli 1892 tot zijn dood was hij lid van de Raad van State.
In 1903 werd hij als jonkheer in de Nederlandse Adel opgenomen, nadat hij daar tot twee keer toe een verzoekschrift had ingediend.
In 1862 trouwde hij met Louise Wilhelmina Elisabeth Amarantha Heule. Zij kregen onder andere twee zonen, Anton Willem (1864-1940) en Louis (1865-1939), en een dochter Catharina Louisa (1872-1944), die in 1898 in het huwelijk trad met Kees van Till. Louis den Beer Poortugael en Kees van Till werden in 1919 firmant van Landry & van Till.

## Werk
- De krijgsgeschiedenis der Ouden (1859)
- Hoe moeten de schutterijen in Nederland worden zamengesteld en ingerigt? (brochure, 1862)*
- Neêrland's legervorming bij vermeerdering van militie (brochure, 1867)
- Duitschlands legeraanvoering in 1870 (1871)
- Het oorlogsrecht (1872)
- Onze Kustverdediging (1875)
- Neêrland's belang bij de Conferentiën te Brussel en St.-Petersburg (1875)
- Amsterdam in staat van beleg! (brochure, 1878)
- De noodzakelijkheid tot Grondwetsherziening voor de defensie (1879)
- De militaire jurisdictie (1881)
- Grondwetsherziening urgent (1883)
- Krijgsgebruiken in den oorlog te land en de rechten der neutralen (1886)
- Artikelen in Militaire Spectator, Orgaan van de Vereeniging ter Beoefening van de Krijgswetenschap en De Gids

## Onderscheidingen
- Commandeur in de Orde van de Nederlandse Leeuw[1]
- Onderscheidingsteken voor Langdurige Dienst als officier (XXXV)[1]
- Herinneringsmedaille aan de Tweede Internationale Vredesconferentie[1]
- Medaille van het Nederlandsche Roode Kruis[1]
- Ridder in de Orde van de Eikenkroon[1]
- Ridder der 3e klasse in de Orde van de Kroon[1]
- Ridder der 2e klasse in de Orde van de Dannebrog[1]
- Ridder der 1e klasse in de Orde van de Leeuw en de Zon[1]
- Ridder der 1e klasse in de Orde van Sint-Anna[1]